# John de la Pole, I conte di Lincoln
John de la Pole (Inghilterra, 1462 – East Stoke, 16 giugno 1487) fu il primo conte di Lincoln.

Stemma del conte John de la Pole

Esponente della Casa di York durante la Guerra delle due rose fu, di fatto, l'erede al trono durante il breve regno dello zio Riccardo III d'Inghilterra a seguito della confisca di beni e titoli che aveva colpito il giovane Edoardo, conte di Warwick, il cui padre Giorgio Plantageneto, I duca di Clarence era stato giustiziato nel 1478.
Dopo la morte di Riccardo alla Battaglia di Bosworth John si riconciliò con il nuovo regime Tudor e con il nuovo re Enrico VII d'Inghilterra, ma due anni dopo mise in piedi una ribellione yorkista. Egli cercò di mettere sul trono Lambert Simnel, un giovane che, dapprima si presentò come Riccardo, uno dei figli di Edoardo IV d'Inghilterra che erano spariti nella Torre di Londra subito dopo la morte del padre, e poi come lo stesso Edward di York che si diceva essere morto nella Torre proprio in quel periodo. Se il vero scopo di John fosse davvero quello di regalare il trono a Lambert è tuttora oggetto di dibattito, la sua ribellione venne in ogni caso duramente combattuta da Enrico VII che lo uccise alla Battaglia di Stoke Field nel 1487.

## L'erede al trono
John nacque nel 1462, figlio maggiore di John de la Pole, II duca di Suffolk e di Elisabetta di York, duchessa di Suffolk. Suo padre era figlio di Alice Chaucer, nipote del grande scrittore Geoffrey Chaucer, mentre sua madre era figlia di Riccardo Plantageneto, terzo duca di York, e Cecily Neville. John era dunque sia nipote di Edoardo IV d'Inghilterra che di suo fratello e successore Riccardo III d'Inghilterra. Fu proprio suo zio Edoardo a crearlo Conte di Lincoln nel 1467. Dopo la morte di Edoardo nel 1483 John divenne un acceso sostenitore dello zio Riccardo che ascese al trono nel giugno dello stesso anno dopo la misteriosa scomparsa dei nipoti Riccardo ed Edoardo V d'Inghilterra nei recessi della Torre di Londra.
John ricevette una rendita annua di 500 £ e venne nominato presidente del Council of the North e nello stesso anno dopo la morte di Edoardo, erede di Riccardo, fu mandato a rimpiazzarlo quale luogotenente del re in Irlanda, una posizione meramente formale giacché l'amministrazione dell'isola era nelle mani di Gerald FitzGerald, VIII conte di Kildare. Durante l'ultimo anno di regno di Riccardo John sembrò essere unanimente considerato l'erede al trono dello zio benché questi non abbia mai fatto dichiarazioni pubbliche in proposito. Maggior diritto al trono avrebbe avuto Edoardo Plantageneto, XVII conte di Warwick, figlio di Giorgio Plantageneto, I duca di Clarence che era di tre anni maggiore di Riccardo, ma egli era stato escluso dalla successione dal Titulus Regius l'atto attraverso il quale Riccardo aveva preso il trono ai nipoti. Comunque Riccardo diede grandi rendite al nipote e gli diede accesso alle rendite derivanti dal ducato di Cornovaglia, tradizionalmente riservato all'erede al trono.

## La ribellione e la morte
Il 22 agosto 1485 Riccardo venne sconfitto e ucciso da Enrico Tudor alla Battaglia di Bosworth Field e il giovane Enrico divenne Enrico VII d'Inghilterra. John si riconciliò immediatamente con il nuovo sovrano, ma presto divenne insofferente nei confronti del nuovo dominio. Un chierico a nome Symonds gli presentò il proprio protetto un giovane di nome Lambert Simnel che assomigliava a Edward di York al momento rinchiuso nella Torre per volere dello stesso Enrico. John decise di sostenere la posizione di Lambert quale vero erede della corona e della casa di York ponendosi egli stesso a capo della casata. A questo scopo egli viaggiò fino in Borgogna per convincere la zia Margherita di York a finanziare una guerra contro Enrico e anche se in pubblico sosteneva la causa di Lambert sono molti gli storici che credono che egli mirasse al trono per sé. John salpò quindi per l'Irlanda dove ottenne l'appoggio del conte di Kildare che vedeva con favore il ritorno degli York al trono poiché avevano sempre lasciato grande libertà di autogoverno agli irlandesi, tanto che egli si considerava il re non incoronato d'Irlanda. Lambert venne incoronato a Dublino come Edoardo VI d'Inghilterra.
Con un esercito rimpolpato dalle reclute irlandesi capitanate da Thomas FitzGerald di Laccagh (1458 circa-1487) John approdò alla Piel Island, nel Lancashire, e da lì si diressero a York antica roccaforte della famiglia che però rifiutò di arrendersi a lui. Nonostante questo egli riuscì a mettere a segno una vittoria contro i lancasteriani e a tenersi lontano dal grosso degli uomini di Enrico che si trovavano a Nord i quali si erano allontanati quando avevano saputo che John era sotto attacco. L'esercito di John venne comunque messo duramente alla prova dai ripetuti attacchi dei lancastriani sotto il comando di Edward Woodville. Gli yorkisti passarono quindi il fiume Trent e si accamparono in cima a una collina nei pressi del villaggio di East Stoke, nel Nottinghamshire dove entrarono presto in collisione con i lancastriani di John de Vere, XIII conte di Oxford.
Il 16 giugno 1487 i due eserciti si scontrarono alla Battaglia di Stoke Field, gli yorkisti vennero definitivamente sconfitti e John venne ucciso nello scontro insieme ad altri nobili sostenitori della sua causa. La sua morte non determinò la fine della pretesa dei de Pole al trono inglese. Suo fratello minore Edmund de la Pole, III duca di Suffolk divenne il leader della fazione dei York e pretendente al trono fino alla sua esecuzione ordinata da Enrico VIII d'Inghilterra nel 1513. Il loro fratello più giovane Richard de la Pole continuò a reclamare il trono fino alla sua morte, avvenuta combattendo per Francesco I di Francia nella battaglia di Pavia (24 febbraio 1525).

## Matrimonio e figli
Nel tardo decennio del 1470 John sposò Lady Margaret FitzAlan, figlia di Thomas FitzAlan, XVII conte di Arundel e Margaret Woodville, sorella della regina Elisabetta Woodville, da cui ebbe un unico figlio Edward de la Pole che morì giovane. Dalle fonti non risulta che ella si sia mai risposata e la data della sua morte ci è ignota.

## Ascendenza
|                                         |                                               |                                        | Genitori                                   |  |  | Nonni |  |  | Bisnonni                                 |  |  | Trisnonni                              |  |
|                                         |                                               |                                        |                                            |  |  |       |  |  | Micheale de la Pole, II conte di Suffolk |  |  | Michael de la Pole, I conte di Suffolk |  |
|                                         |                                               |                                        |                                            |  |  |       |  |  | Micheale de la Pole, II conte di Suffolk |  |  | Michael de la Pole, I conte di Suffolk |  |
|                                         |                                               | Catherine Wingfield                    |                                            |  |  |       |  |  | Micheale de la Pole, II conte di Suffolk |  |  |                                        |  |
| William de la Pole, I duca di Suffolk   |                                               |                                        |                                            |  |  |       |  |  | Micheale de la Pole, II conte di Suffolk |  |  |                                        |  |
|                                         |                                               | Katherine de Stafford                  | Hugh de Stafford, II conte di Stafford     |  |  |       |  |  |                                          |  |  |                                        |  |
|                                         |                                               | Katherine de Stafford                  | Hugh de Stafford, II conte di Stafford     |  |  |       |  |  |                                          |  |  |                                        |  |
|                                         |                                               | Katherine de Stafford                  | Philippa de Beauchamp                      |  |  |       |  |  |                                          |  |  |                                        |  |
| John de la Pole, II duca di Suffolk     |                                               | Katherine de Stafford                  |                                            |  |  |       |  |  |                                          |  |  |                                        |  |
|                                         |                                               | Thomas Chaucer                         | Geoffrey Chaucer                           |  |  |       |  |  |                                          |  |  |                                        |  |
|                                         |                                               | Thomas Chaucer                         | Geoffrey Chaucer                           |  |  |       |  |  |                                          |  |  |                                        |  |
|                                         |                                               | Thomas Chaucer                         | Philippa Roet                              |  |  |       |  |  |                                          |  |  |                                        |  |
| Alice Chaucer                           |                                               | Thomas Chaucer                         |                                            |  |  |       |  |  |                                          |  |  |                                        |  |
|                                         |                                               | Matilda Burghersh                      | John Burghersh                             |  |  |       |  |  |                                          |  |  |                                        |  |
|                                         |                                               | Matilda Burghersh                      | John Burghersh                             |  |  |       |  |  |                                          |  |  |                                        |  |
|                                         |                                               | Matilda Burghersh                      | Ismania De Hanham                          |  |  |       |  |  |                                          |  |  |                                        |  |
| John de la Pole, I conte di Lincoln     |                                               | Matilda Burghersh                      |                                            |  |  |       |  |  |                                          |  |  |                                        |  |
|                                         | Riccardo Plantageneto, III conte di Cambridge | Edmondo Plantageneto, I duca di York   |                                            |  |  |       |  |  |                                          |  |  |                                        |  |
|                                         | Riccardo Plantageneto, III conte di Cambridge | Edmondo Plantageneto, I duca di York   |                                            |  |  |       |  |  |                                          |  |  |                                        |  |
|                                         | Riccardo Plantageneto, III conte di Cambridge | Isabella di Castiglia                  |                                            |  |  |       |  |  |                                          |  |  |                                        |  |
| Riccardo Plantageneto, III duca di York | Riccardo Plantageneto, III conte di Cambridge |                                        |                                            |  |  |       |  |  |                                          |  |  |                                        |  |
|                                         |                                               | Anna Mortimer                          | Ruggero Mortimer, IV conte di March        |  |  |       |  |  |                                          |  |  |                                        |  |
|                                         |                                               | Anna Mortimer                          | Ruggero Mortimer, IV conte di March        |  |  |       |  |  |                                          |  |  |                                        |  |
|                                         |                                               | Anna Mortimer                          | Alianore Holland                           |  |  |       |  |  |                                          |  |  |                                        |  |
| Elizabeth di York                       |                                               | Anna Mortimer                          |                                            |  |  |       |  |  |                                          |  |  |                                        |  |
|                                         |                                               | Ralph Neville, I conte di Westmorland  | John Neville, III barone Neville di Raby   |  |  |       |  |  |                                          |  |  |                                        |  |
|                                         |                                               | Ralph Neville, I conte di Westmorland  | John Neville, III barone Neville di Raby   |  |  |       |  |  |                                          |  |  |                                        |  |
|                                         |                                               | Ralph Neville, I conte di Westmorland  | Maud Percy                                 |  |  |       |  |  |                                          |  |  |                                        |  |
| Cecily Neville                          |                                               | Ralph Neville, I conte di Westmorland  |                                            |  |  |       |  |  |                                          |  |  |                                        |  |
|                                         |                                               | Joan Beaufort, contessa di Westmorland | Giovanni Plantageneto, I duca di Lancaster |  |  |       |  |  |                                          |  |  |                                        |  |
|                                         |                                               | Joan Beaufort, contessa di Westmorland | Giovanni Plantageneto, I duca di Lancaster |  |  |       |  |  |                                          |  |  |                                        |  |
|                                         |                                               | Joan Beaufort, contessa di Westmorland | Katherine Swynford                         |  |  |       |  |  |                                          |  |  |                                        |  |
|                                         |                                               | Joan Beaufort, contessa di Westmorland |                                            |  |  |       |  |  |                                          |  |  |                                        |  |